# Рівненська обласна наукова медична бібліотека
Рівненська обласна наукова медична бібліотека (РОНМБ) є центром інформаційно-бібліографічного забезпечення фахівців у галузі охорони здоров’я та медичної науки, головне книгосховище медичної літератури в області, організаційно-методичний центр мережі медичних бібліотек регіону, яка складається з 16 бібліотек, з них 4 бібліотеки обласних закладів, 8 бібліотек при  центральних районних лікарнях та 4 бібліотеки медичних навчальних закладів. Розташована по вул. Котляревського, 2

## Історичні відомості
Війна, окупація, розруха. Рівненська область в 1944 році звільнена  від німецько-фашистських загарбників. Почалось відновлення майже повністю зруйнованих лікувальних установ. Але, навіть в такий тяжкий для держави повоєнний час, одночасно із становленням системи охорони здоров’я в області почали створюватися медичні бібліотеки.
Відповідно до наказу Рівненського обласного відділу охорони здоров’я від 14 липня 1945 року, № 256, 16 липня 1945 року – день заснування обласної наукової медичної бібліотеки.
Спочатку бібліотеці було надано приміщення по вулиці Сталіна, 30 (нині вулиця Соборна), а з 26 вересня 1946 року книгозбірня була переведена в приміщення по вулиці Шопена, 4,  де займала одну кімнату, площею 27 кв.м.
Трьом працівникам бібліотеки, на чолі з її директором, Ярошевським Антоном Васильовичем, довелось створювати книжковий фонд буквально з першого подарованого примірника. Спільними зусиллями медичних працівників Рівненщини та бібліотекарів до кінця 1945 року у фондах РОНМБ нараховувалося вже 760 примірників літератури, в 1946 році ― 1474 прим., в 1948 році ― 1019 прим., в 1949 році ― 1840 прим., в 1950 році ― 1804 примірника. Тоді до бібліотеки надходило 14 назв газет та 42 назви медичних та громадсько-політичних журналів.
В 1952 році в бібліотеці створено читальний зал на 30 посадочних місць, для якого виділяється книжковий фонд. З цього часу бібліотека набула величезної популярності серед медичних працівників як міста, так і області.
Поштовхом для розвитку книгозбірні став Наказ Міністерства охорони здоров’я УРСР від 30 серпня 1974 року, яким Рівненська обласна наукова медична бібліотека була офіційно затверджена Республіканською школою передового досвіду, хоча цю функцію вона виконувала  ще з 1967 року.  Відтоді, щорічно, на базі книгозбірні підвищували свою кваліфікацію десятки бібліотечних працівників не лише з України, але із усього колишнього СРСР.
Невдовзі, у зв’язку з цим відбулась реорганізація структури закладу. Було створено 4 відділи: наукової, методичної та інформаційної роботи; комплектування та бібліотечної обробки літератури; обслуговування та зберігання літератури, а також господарський.
Переломним етапом розвитку РОНМБ, стала комп’ютеризація бібліотечних процесів. З 1991 року бібліотека розпочала надання послуг через інтернет. Завдяки реалізації Україно-Американської Програми Запобігання Вроджених Вад Розвитку, фонди бібліотеки поповнилися зарубіжною літературою.
Упродовж 2000 року бібліотека оформила відповідно до вимог законодавства свої нормативно-правові документи: реєстрацію в Рівненській міській управі, статистичних та податкових органах, доопрацьовані та затверджені «Правила користування бібліотекою», тощо.   
Через два роки книгозбірня придбала комп’ютери з необхідною оргтехнікою та бібліотечно-інформаційною системою ІРБІС. Це дозволило бібліотекарям та користувачам отримати доступ до міжнародних баз медичної інформації, запит на які дедалі зростав.
У листопаді 2004 року через аварійний стан будівлі, РОНМБ переїхала в приміщення за адресою вул. Котляревського, 2 (у якому бібліотека перебуває до нині). 
2005 рік бібліотека отримала нову назву: Комунальний заклад «Рівненська обласна наукова медична бібліотека» Рівненської обласної ради.
У 2009 році створена вебсторінка РОНМБ. Через чотири роки у читальному залі встановлено безкоштовний Wi-Fi.

## Фонди
Нині Рівненська обласна наукова медична бібліотека – це інформаційно-бібліографічний,  організаційно-методичний центр, головне книгосховище медичної літератури в області. Тут накопичено великий  фонд медичної та біологічної  літератури (понад 143 тис. примірників), чітко організований довідково-пошуковий апарат, сучасні форми бібліотечного обслуговування. Послугами  бібліотеки користуються щорічно майже 6 тис. користувачів, яким видається понад 150 тис. примірників книг, журналів та інших видань.
Цінністю бібліотеки є твори класиків медичної науки та практики М.І. Пирогова, І.П. Павлова, І.М. Сєченова,  Д.К. Заболотного, а також література, яка видавалась до 1917 року. У фондах бібліотеки збереглись  також десятки книг, відібраних до Державного реєстру національного та культурного надбання: Айзенберг А.А. «Первинний рак легень» (К.,1936), Андогский Н.И. «Учебник глазных болезней» (Л.,1925), Жозан Э. «Физический мир мужчины» (С.Пб, 1901) тощо. Рідкісним виданням, яке на Рівненщині можна знайти лише у РОНМБ, є книга Яр Г. «Клинические наставления в гомеопатическом лечении болезней» (С.Пб, Типографія Гогенфельдена і Ко,  1876).
Велику наукову цінність становлять енциклопедії, словники, довідники, монографії, краєзнавчі видання, збірники праць видатних вчених медичної науки та практики, автореферати дисертацій, інформаційні видання, журнали та газети медичної тематики, які видаються на теренах України, в Росії, Білорусі, та інших державах.
Бібліотека налагодила співпрацю з Українсько-Американським доброчинним фондом «Сейбр-Світло», міжнародним фондом «Відродження», Фундацією Counterpart International. Це дозволило поновити бібліотечні фонди новою літературою.
Затребуваною серед медичних працівників  користується фахова періодика. Лише в обласній науковій медичній бібліотеці  спеціалісти можуть ознайомитись з описами авторських свідоцтв на медичні теми, яких у фонді бібліотеки налічується більше 10000.
У бібліотеці постійно ведеться картотека «Історія медицини та охорони здоров'я області».   У фондах є більше 4 тис. праць лікарів Рівненської області. Систематично видаються бібліографічні покажчики, списки сигнальної інформації, рекомендаційні списки до науково-практичних конференцій, інформаційні тематичні списки, бюлетені тощо.
Книжковий фонд РОНМБ постійно поповнюється завдяки щорічним акціям «Подаруй книгу медичній бібліотеці», які книгозбірня організовує до Міжнародного дня дарування книг (14 лютого) та Всеукраїнського дня бібліотек (30 вересня).

## Фахівці
Найбільшим багатством РОНМБ завжди були кваліфіковані фахівці. Першим бібліотекарем книгозбірні стала медична сестра Фоміна Олександра Юхимівна. Після неї бібліотекарем призначили Манусову Діну Григорівну, яка працювала у бібліотеці всього два з половиною місяця. Трохи довше, більше двох років, на цій посаді пропрацювала бібліотекар Баланік Олена Єлізарівна.
З 1948 року на посаду старшого бібліотекаря була прийнята Вікшемська Марія Михайлівна, яка працювала в бібліотеці більше 16 років і внесла значний вклад у становлення та розвиток медичної й бібліотечної справи.
Характерно, що вже перші бібліотекарі вчились та постійно підвищували свою кваліфікацію. Директор бібліотеки, Ярошевський Антон Васильович, в 1949 році вступив у Московський державний бібліотечний інститут на заочне відділення, який закінчив у 1951 році. Старший бібліотекар Вікшемська Марія Михайлівна в цьому ж році закінчила заочне відділення Дубнівського бібліотечного технікуму та отримала фахову освіту.
Після виходу на пенсію першого директора Ярошевського Антона Васильовича,  директором РОНМБ було призначено Луценко Івана Гавриловича, який працював на цій посаді 38 років. Це під його керівництвом формувалась існуюча мережа медичних бібліотек області, розвивалась їх матеріальна база, відпрацьовувалися і запроваджувалися найновіші форми і методи бібліотечної роботи.
Директор ретельно підбирав нові кадри. У1958 році до роботи приступили ―  Чернозуб (Урусова) Галина Олександрівна, Коваль (Романюк) Валентина Іванівна, в 1960 році ― Ясинська (Борисова) Людмила Василівна, в 1961 році ― Цинко (Смирнова) Людмила Іванівна, які працювали в закладі майже 30 років та сприяли розвитку  РОНМБ.
Починаючи з 1970 року, за наступне десятиліття, штат бібліотечних працівників дещо виріс. До закладу прийшли молоді спеціалісти Борозинець Галина Олександрівна, Добринь Тетяна Григорівна,  Кравчук Ніна Василівна, Рудник Алла Михайлівна,  Фатєєва Людмила Веніамінівна, в 1980― 1985 роках ― Приймак Марія Євгенівна, Зарічнюк Валентина Станіславівна, Терещеня Зоя Миколаївна, які з ентузіазмом продовжували формувати та впорядкувати бібліотечні фонди, створювати довідково-пошуковий апарат, впроваджувати в практику новітні досягнення бібліотечної справи та надавати організаційно-методичну допомогу фахівцям з районів, щодо створення мережі медичних бібліотек області.
Через соціально-політичну кризу, брак коштів на виплату заробітної плати, у 90-х роках минулого століття, працівники бібліотеки мусили масово брати відпустки без збереження заробітної плати. Що врешті-решт привело до скорочення штату бібліотечних працівників в РОНМБ з 24 до 19 посад. Команда однодумців, на чолі з директором Горун Петром Романовичем не впала у розпач,  а наполегливо та з терпінням продовжувала  роботу з бібліотечно-інформаційного обслуговування медичних працівників області та запровадженню інноваційних послуг.
З 2014 по 2018 року, директорами РОНМБ були Гетманчук Вікторія Олександрівна, Зарічнюк Валентина Станіславівна, Приймак Марія Євгенівна, а від листопада 2018 року й до нині обов’язки керівника покладено на Васюху Людмилу Іванівну.
На сьогоднішній день колектив РОНМБ налічує 21 фахівця. 

## Користувачі
Бібліотека має назву «наукова медична», отже її діяльність спрямована на інформаційне забезпечення  медичних працівників міста Рівне та області. Але кожен охочий, навіть без медичної освіти, може користуватися її послугами та ресурсами. 
З 2009-го всі читачі мають доступ до вебсторінки РОНМБ (http://ronmb.org.ua), яку відвідують тисячі користувачів. Через соціальні мережі (facebook, instagram, viber, telegram) та електронною поштою (gmail), фахівці бібліотеки систематично інформують лікувально-профілактичні заклади та медичних спеціалістів про нові надходження.
В приміщенні бібліотеки впродовж року демонструється більше півсотні тематичних виставок медичної літератури, відбуваються відкриті перегляди нових надходжень.  Продовжується практика демонстрації нової літератури з виїздом в лікувально-профілактичні установи.
РОНМБ стала складовою частиною системи охорони здоров’я області. В останні роки значно поліпшилась взаємодія бібліотеки з керівництвом лікувально-профілактичних установ області, обласними спеціалістами. Фахівці бібліотеки надають інформаційну допомогу при організації та проведенні обласних та міжрегіональних науково-практичних конференцій та більшості занять з районними спеціалістами. На базі бібліотеки проводять свої заняття оториноларингологи, трансфузіологи, стоматологи, епідеміологи та інші спеціалісти.
Без сумніву,  що подальша діяльність Рівненської наукової медичної бібліотеки ― справа державної ваги, бо вона своїм інформаційним потенціалом сприяє підвищенню кваліфікації спеціалістів-медиків, а в кінцевому результаті ― покращенню якості медичного обслуговування населення Рівненщини.

## Наші видання
Бібліотека видає бюлетень «Нова медична література»; інформаційно-бібліографічні листки по 10 темам, списки сигнальної інформації по 22 клінічних дисциплінах; бібліографічні покажчики «Наукові праці лікарів Рівненської області», «Охорона здоров’я Рівненської області» та інші видання.